# Гибралтар на Европском првенству у атлетици на отвореном 1969.
Гибралтар је учествовао на 9. Европском првенству на отвореном 1969 одржаном у Атини, Грчка, од 16. до 21. септембра. Ово је било друго Европско првенство на отвореном на којем је Гибралтар учествовао. Репрезентацију Гибралтара представљао је један такмичар који се такмичио у маратону.
На овом првенству представник Гибралтара није освојио ниједну медаљу али је заједно са још два такмичара (1 из Грчке и 1 из Португалије) завршио такмичење са временом 9:99:99 према резултатима на сајту ЕААФ-а. У званичном статистичком извештају из 2014. године имају ознаку NT (No time) што се може видети на страни 407.

## Учесници
Мушкарци:
- Џими Пароди — Маратон

## Резултати

### Мушкарци
| Атлетичар   | Дисциплина | Лични рекорд | Квалификације | Квалификације | Полуфинале | Полуфинале | Финале   | Финале       | Детаљи |
| Атлетичар   | Дисциплина | Лични рекорд | Резултат      | Место         | Резултат   | Место      | Резултат | Место        | Детаљи |
| ----------- | ---------- | ------------ | ------------- | ------------- | ---------- | ---------- | -------- | ------------ | ------ |
| Џими Пароди | Маратон    |              |               |               |            |            | 9:99:99  | 27 / 27 (32) |        |